# 岩城造船
岩城造船株式会社（いわぎぞうせん）は、愛媛県越智郡上島町に本社を置く造船メーカー。今治造船のグループ会社である。

## 概要
岩城村（現:上島町）の積極的な工場誘致施策に応じて、岩城村出身の森惇一郎が1971年5月に「岩城造船株式会社」を設立した。1972年3月に愛媛県から農村地域工業導入促進法の指定を受け、更に同年11月に運輸省から1万2000総トンの修繕ドックの新設許可を得た。工場諸施設の完成を待って1974年5月に営業を開始した。
しかし、オイルショックなど世界的な不況で造船業界は苦境に陥り、1976年に幸陽船渠の傘下となり、1983年には今治造船の系列となった。今治造船が買収した時点では修繕ドック2基に4,900GTまでの建造が可能な船台1基を有していた。2002年3月には第一号船渠・第二号船渠を改め、建造ドック(80,000DW)として新設した。
今治造船グループの中でもばら積み船を主力として、チップ運搬船、石油製品運搬船(プロダクトタンカー) 、メタノール運搬船など、特殊船建造技術を有している。

## 事業所及び建造能力
- 本社・工場 - 愛媛県越智郡上島町岩城4690番地
  - 第1号船渠：L 215m × B 38.6m

## 沿革
- 1971年5月 - 岩城造船株式会社を設立。
- 1974年5月 - 第1号船渠を新設。
- 1976年11月 - 第1号船台を新設。
- 1978年4月 - 第2号船渠を新設。
- 1983年1月 - 今治造船のグループ会社になる。
- 1992年9月 - 艤装岸壁178m×90m完成。
- 2002年3月 - 第1号船渠･第2号船渠を改めて建造ドックとして新設。270Tクレーン2基設置。
- 2008年3月 - 300Tクレーン設置。
- 2010年3月 - 場内埋立･拡張。
- 2015年9月 - 400Tクレーン設置。

## 岩城橋
2022年開通した岩城島と生名島を結ぶ岩城橋は岩城造船で建造できる船の大きさを考慮し、海面から橋桁までの高さを同規模の橋より高めの45.5メートルに設計されている。
岩城橋が開通以後、大きな船が通過する際には町民が訪れるようになっており注目を集めている。上島町では岩城造船からの情報を基に町ホームページを通じ岩城造船で建造された中型船が橋を通る日時などを周知している。